# NENT Studios
Viaplay Studios (tidigare Nice Entertainment Group och NENT Studios) var en produktionsbolagsgrupp ägd av Viaplay Group. Omkring 2013/2014 köpte MTG Nice Entertainment Group och slog ihop den med företagets existerande produktionsverksamhet MTG Studios.
VD är sedan 2017 Morten Mogensen. NENT Studios-koncernen upplöstes 2021. Distributören NENT Studios UK såldes till All3Media våren 2021. Produktionsbolagen Strix Sverige, Baluba, Moskito, Monster, Strix Norway, Rakett, Novemberfilm och Strong Productions samt eventbyrån Playroom och reklamproducenterna One Big Happy Family och Grillifilm såldes till Fremantle i september 2021. De återstående företagen i före detta NENT Studios, Paprika Studios, Nice Drama och Brain Academy stannade kvar i NENT och bytte namn till Viaplay Studios.[källa behövs]

## Historik

### Modern Studio/MTG Studios
Strix Television bildades 1988 inom Kinneviksfären och fördes över till Modern Times Group 1995 när gruppens medieverksamhet samlades där. Senare etablerades Strix även i Norge, Danmark och Nederländerna. MTG ägde även Sonet Film, som såldes till Svensk Filmindustri 2007. Även Redaktörerna, som producerade content marketing, ingick i verksamheten.

### Northern Alliance Group
År 2009 sålde Peter Settman produktionsbolaget Baluba till finländska Capman, som sedan tidigare ägde finländska Moskito, norska Monster och danska Gong. Den samlade gruppen fick namnet Northern Alliance Group.
År 2011 köptes filmproduktionsbolaget Nice Scripted Entertainment (numera Nice Drama) och Titan Television av NAG. Samma år bytte gruppen namn till Nice Entertainment Group.

### MTG köper Nice
År 2013 köpte MTG Nice Entertainment Group. Samma år tog de även kontroll över norska Novemberfilm och brittiska Digital Rights Group.
År 2014 slogs MTG Studios ihop med Nice Entertainment Group. Nice Entertainment Group blev namnet på holdingbolaget för MTG:s produktions- och distributionsverksamhet.
De följande åren gjordes olika rationaliseringar. Danska Strix och Gong slogs ihop och blev Strong Productions i juli 2015. I Stockholm flyttade Baluba, Titan och Nice Drama till Strix lokaler i Magasin 3 i Frihamnen. Delar av Strix fördes över till Nice Drama.
Redaktörerna bytte namn till Baluba Branded Content 2014, bytte åter namn till Nice One 2016 och slogs 2018 ihop med Splay för att bli SplayOne. År 2017 köptes Matador Film. Mot slutet av 2018 lades Titan Television ner.
I januari 2020 meddelade NENT att de hade för avsikt att sälja all produktionsverksamhet som inte ägnade sig åt drama. Det inkluderade alla företag som producerade reality och dokumentärer (Strix, Baluba, Monster Entertainment, Novemberfilm, Moskito, Rakett, Strong Productions och Production House) samt branded content och event (Splay One, Playroom, One Big Happy Family och Grillifilms).

## Företag i gruppen
- Nice Drama
- Splay One
- Brain Academy
- Strix Television (Sverige, Norge och Nederländerna)
- One Big Happy Family
- Novemberfilm
- Strong Productions
- Monster
- Moskito Television
- Baluba
- Rakett TV
- Paprika Studios
- Grillifilms
- Digital Rights Group
- Playroom
- Production House
- Atrium TV

## Ledning
Vd Modern Studios/MTG Studios:
- Kinna Bellander (2000–2004)
- Hasse Breitholtz (2004[15]–2006)
- Calle Jansson (2006–2011)
- Patrick Svensk (2011–2014)

Vd "nya" Nice Entertainment Group/NENT Studios:
- Patrick Svensk (2014)
- Morten Aass (2014–2017)
- Morten Mogensen (2017–2020)
- Alexander Bastin (2020[16]–)

## Källhänvisningar
1. ↑  MTG Studios blir Nice, Resumé, 19 mars 2014
2. ↑  Morten Mogensen appointed as CEO of nice entertainment group, NENT Studios, 12 januari 2017
3. ↑  Settmans sköna miljonklipp, Resumé, 21 september 2009
4. ↑  Nice till Northern Alliance Group, Dagens Media, 11 maj 2011
5. ↑  Balubas ägare byter namn – till Nice, Dagens Media, 3 oktober 2011
6. ↑  MTG completes acquisition of Nice Entertainment Group Arkiverad 3 januari 2019 hämtat från the Wayback Machine., MTG, 1 november 2013
7. ↑  nice entertainment group, MTG
8. ↑  Strix og Gong bliver til Strong Productions, 27 april 2015, Mediawatch
9. ↑  ”En tv-stjärnas död”. www.resume.se. 24 september 2018. https://www.resume.se/kommunikation/tv/en-tv-stjarnas-dod/. Läst 13 november 2023.
10. ↑  ”Redaktörerna byter namn till Baluba Branded Content”. www.dagensmedia.se. 28 november 2014. https://www.dagensmedia.se/medier/content-marketing/redaktorerna-byter-namn-till-baluba-branded-content/. Läst 13 november 2023.
11. ↑  ”Baluba Branded Content becomes Nice One” (på engelska). Mynewsdesk. 11 augusti 2016. https://www.mynewsdesk.com/se/nent-studios/news/baluba-branded-content-becomes-nice-one-205801. Läst 13 november 2023.
12. ↑  ”Nice buys Matador Film” (på engelska). Mynewsdesk. 29 augusti 2017. https://www.mynewsdesk.com/se/nent-studios/pressreleases/nice-buys-matador-film-2123805. Läst 13 november 2023.
13. ↑  ”Nent vill sälja produktionsbolag”. www.privataaffarer.se. 29 januari 2020. https://www.privataaffarer.se/placeringar/aktier/nent-vill-salja-produktionsbolag/. Läst 13 november 2023.
14. ↑  ”NENT Group omorganiserar NENT Studios för ökat fokus på dramaserier och internationella ambitioner | Nordic Entertainment Group”. vp287.alertir.com. Nordic Entertainment group. 29 januari 2020. https://vp287.alertir.com/sv/pressmeddelanden/nent-group-omorganiserar-nent-studios-for-okat-fokus-pa-dramaserier-och-internationella-ambitioner-1768738. Läst 13 november 2023.
15. ↑  ”NY VICE VD FÖR MTG”. News Powered by Cision. 16 april 2004. https://news.cision.com/se/mtg/r/ny-vice-vd-for-mtg,c100595. Läst 13 november 2023.
16. ↑  ”Alexander Bastin tar över ”nya” Nent Studios”. www.dagensmedia.se. 27 maj 2020. https://www.dagensmedia.se/medier/rorligt/alexander-bastin-tar-over-nya-nent-studios/. Läst 13 november 2023.